# Wilgenroosjesmotten
De wilgenroosjesmotten (Momphidae) zijn een familie van vlinders uit de superfamilie Gelechioidea. Het typegeslacht van de familie is Mompha.

## Geslachten
- Anchimompha Clarke, 1965
- Anybia Stainton, 1854
- Batrachedrodes Zimmerman, 1978
- Bifascia Amsel, 1961
- Desertidacna Sinev, 1988
- Gracilosia Sinev, 1989
- Inflataria Sinev, 1989
- Isorrhoa Meyrick, 1913
- Lacciferophaga Zagulajev, 1959
- Licmocera Walsingham, 1891
- Lienigia Spuler, 1910
- Mompha Hübner, 1825
- Moriloma Busck, 1912
- Palaeomystella Fletcher, 1940
- Patanotis Meyrick, 1913
- Phalaritica Meyrick, 1913
- Semeteria Sinev, 1989
- Synallagma Engel, 1907
- Tenuipenna Amsel, 1959
- Triclonella Busck, 1901
- Zapyrastra Meyrick, 1889

## In Nederland waargenomen soorten
- Genus: Mompha
  - Mompha bradleyi - (Harig-wilgenroosjesgalmot)
  - Mompha conturbatella - (Wilgenroosjesscheutmot)
  - Mompha divisella - (Basterdwederikgalmot)
  - Mompha epilobiella - (Gewone wilgenroosjesmot)
  - Mompha idaei - (Wilgenroosjeswortelmot)
  - Mompha jurassicella - (Wilgenroosjesboorder)
  - Mompha lacteella - (Donkerbonte wilgenroosjesmot)
  - Mompha langiella - (Zwarte heksenkruidmot)
  - Mompha locupletella - (Basterdwederikmot)
  - Mompha miscella - (Zonneroosjesmot)
  - Mompha ochraceella - (Gele wilgenroosjesmot)
  - Mompha propinquella - (Bonte wilgenroosjesmot)
  - Mompha raschkiella - (Tweekleurige wilgenroosjesmot)
  - Mompha sturnipennella - (Wilgenroosjesgalmot)
  - Mompha subbistrigella - (Basterdwederikpeulmot)
  - Mompha terminella - (Kleine heksenkruidmot)